# Pușcă-mitralieră

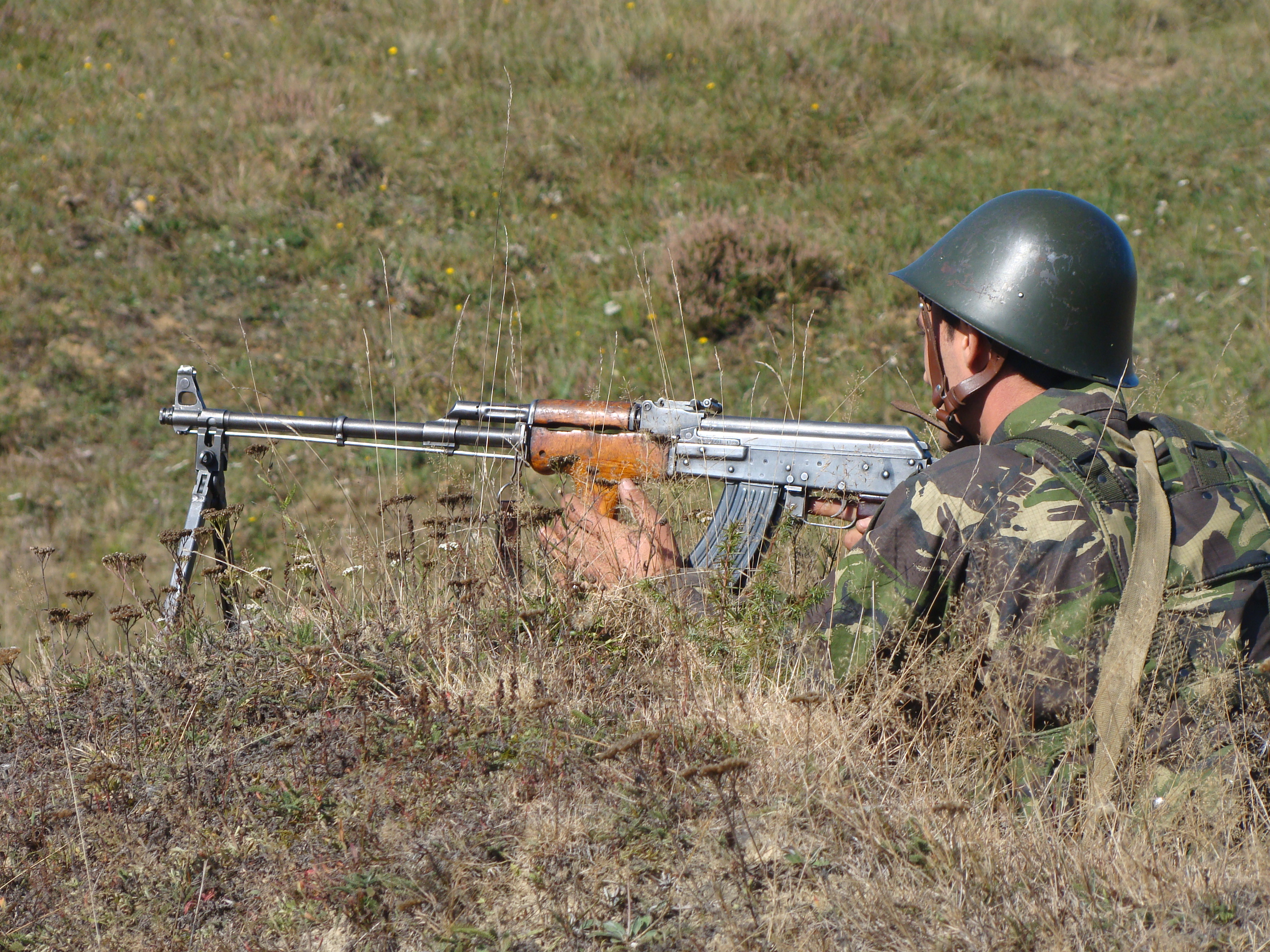
Pușca-mitralieră PM Md. 64 (denumirea românească a modelului sovietic RPK fabricat sub licență în România).

Pușca-mitralieră reprezintă arma automată de bază a grupei de infanterie, fiind folosită pentru nimicirea forței vii și a mijloacelor de foc ale inamicului. O pușcă-mitralieră poate executa foc automat (serii scurte de până la 5 lovituri sau serii lungi de până la 15 lovituri) sau poate trage foc cu foc. În timp ce mitralierele sunt folosite de obicei în mod defensiv, puștile-mitraliere sunt folosite în mod ofensiv. Grupa de infanterie este clădită în jurul acestei arme, ceilalți soldați folosindu-și puștile (pistoalele-mitralieră în prezent) pentru a apăra și a ajuta trăgătorul înarmat cu pușcă-mitralieră.

## Istorie
Pușca-mitralieră a apărut în timpul Primului Război Mondial, deși arme automate capabile de acest rol existau încă din anul 1887 (pușca Mondragón). Mitralierele epocii erau relativ grele și complexe. Folosirea lor în lupta ofensivă era extrem de dificilă și necesita o instrucție de lungă durată. Armatele implicate în conflict au introdus în dotare arme automate mai ușoare, precum mitraliera Lewis, pușca automată M1918 Browning , Bergmann MG 15nA, mitraliera Madsen, Hotchkiss M1909 Benet-Mercie sau Chauchat. Acestea puteau fi transportate și folosite de un singur soldat. În Occident, puștile-mitralieră sunt denumite mitraliere ușoare (light machine gun, abreviat LMG, un termen apărut în anii 1930) sau mitraliere de grupă (traducerea literală este armă automată de grupă: squad automatic weapon, abreviere SAW).
În ofensivă, puștile-mitralieră își concentrează tirul asupra țintei pentru a elimina focul defensiv al inamicului în timp ce restul soldaților atacă din flanc. Aceste arme sunt folosite și pentru a sprijini grupa, pentru a asigura flancurile (grupele sunt poziționate astfel încât tirul puștilor-mitralieră este încrucișat în zona flancurilor), pentru a acoperi o retragere sau pentru a respinge un atac al inamicului. Toți soldații unei grupe de infanterie sunt instruiți cum să folosească pușca-mitralieră.